# Фудбалски савез Швајцарске
Фудбалски савез Швајцарске (фр. Association suisse de football (АСФ),   (СФВ), итал. Associazione Svizzera di Football (АСФ)) је главна фудбалска организација Швајцарске, која се стара о организацији и развоју фудбалског спорта у Швајцарској и о репрезентацији Швајцарске. Седиште организације је у Берну.
Фудбалски савез Швајцарске основан је 1895. године а члан је ФИФА од 1904. Члан је УЕФА од оснивања ове организације 1954. године.
Швајцарска је била међу првима у којима играо фудбал. Најстарији клубови се Санкт Гален (1879), Грасхопер, Цирих (1886), Сервет Женева (1890), Базел (1893).
Прво првенство Швајцарске 1898. освојила је екипа Грасхоперса. После првенства 2009/10. навише успеха имао је Грасхопер са 27 титула и Сервет 17 титула.
Куп Швајцарске се игра од 1926. и ту је најбољи Грасхопер са 18 титула.
Прву међународну утакмицу репрезентација Швајцарске одиграла је 12. фебруара 1905. у Паризу против репрезентације Француске и изгубила са 1:0. Боја дресова репрезентације је црвена.
У Швајцарској се налази седиште Светске фудбалске федерације ФИФАе у Цириху и Европске фудбалске уније УЕФА у Берну.

## Галерија старих амблема савеза
- 1940-1990
- 1990
- 1990–2007
- 2008 и даље